# Traité de Varsovie (1849)
Pour les articles homonymes, voir Traité de Varsovie.
Le traité de Varsovie fut signé le 21 mai 1849 à Varsovie (alors partie de l'Empire russe) par l'empereur de Russie Nicolas Ier et l'empereur d'Autriche François-Joseph Ier.
En vertu de ce traité, Nicolas Ier s'est engagé à envoyer des troupes russes (140 000 hommes) en Hongrie pour combattre la révolution, ce afin de préserver l'intégrité territoriale de l'empire d'Autriche. De plus, l'empereur russe a également affecté des troupes pour l'occupation, pendant les hostilités, de la Moldavie, de la Valachie (40 000 personnes), et de la Galicie (60 000 personnes). Ainsi, François-Joseph lui-même autorisa l'intervention russe dans son empire.
Nicolas Ier croyait que les principes de la Sainte-Alliance et du légitimisme exigeaient, comme le formulait le chancelier et ministre des Affaires étrangères de l'Empire russe Charles Robert de Nesselrode, « de soutenir le pouvoir partout où il existe, de le renforcer là où il s'affaiblit, et de le défendre là où il est attaqué ». De plus, l'empereur russe considérait la guerre contre la révolution hongroise comme une continuation de son combat contre le soulèvement polonais de 1830-1831 : deux légions polonaises combattirent aux côtés des Hongrois, et parmi les généraux de l'armée hongroise se trouvaient des Polonais : Józef Bem, Jozef Wysocki et Henryk Dembiński.
L'intervention de l'Empire russe a en effet conduit à la défaite du soulèvement hongrois. Mais l'intervention russe a fait une impression négative sur le public européen. Le pacte de Varsovie lui-même ne contribue pas au rapprochement des deux empires : lors de la guerre de Crimée, l'Autriche, qui reste formellement neutre, adopte une position hostile envers la Russie.